# Cipal putnik
Cipal putnik (Chelon labrosus) riba je iz porodice cipala. Kod nas ovog cipla zovu još i mrena, bir, crni, plotun, kuljavac. Ima cilindrično tijelo, sa širokom glavom, koja je gotovo ravna između očiju. Gornja usna je vrlo debela (otprilike koliko je polovica radijusa oka), te je to glavna karakteristika ovog cipla. Ima izduženiju gubicu od ostalih cipala, nema pjege na škržnom poklopcu, već mu je on malo zatamnjen. Sive je boje na gornjem dijelu, koja se prelijeva u plavu, strane svjetlije koje prelaze u srebrenkast trbuh. Na ljuskama ima tamnije uzdužne pruge. Naraste do 75 cm i 4,5 kg po jednim izvorima, a 60 cm i 6,00 kg po drugim izvorima. Razmnožava se zimi (siječanj), a jajašca, kao i mladunci slobodno plutaju morem. Putnik doživi do 25 godina.

## Stanište i prehrana
Ovaj cipal je dobio svoje ime po svojoj osobini da prelazi velike udaljenosti prilikom svoje selidbe u toplije krajeve zimi, a hladnije ljeti,  prolazeći preko otvorenog mora. Jedini je cipal kojeg se gotovo i ne može vidjeti na površini, uglavnom boravi pri dnu, u priobalnom pojasu. Tu se hrani sitnim beskralježnjacima, mekušcima i algama, a ponekad i otpatcima. Može ga se naći i u lukama, pored ispusta kanalizacije, ali i na ušćima mora, močvarama i rijekama. Može ga se pronači da se odmara na skrovitim mjestima.
Rasprostranjen je u Atlantiku od Skandinavije i Islanda, sve do Senegala, te u Mediteranu i južnom dijelu Crnog mora.

## Poveznice
|  | Zajednički poslužitelj ima stranicu o temi Cipal putnik |
|  | Wikivrste imaju podatke o taksonu Cipal putnik          |

## Vanjske poveznice
marinespecies.org-
ibss.org.ua-[neaktivna poveznica]
global biodiversity -